# Drosophila rustica (artgrupp)
Drosophila rustica är en artgrupp inom släktet Drosophila och undersläktet Hawaiian Drosophila. Artgruppen består av tre arter.

## Arter
- Drosophila curiosa (Hardy & Kaneshiro i O'Grady et al., 2001)
- Drosophila praesutilis (Hardy, 1965)
- Drosophila rustica (Hardy, 1965)